# 普鲁维-蒂扬站
普鲁维-蒂扬站是法国的一个铁路车站，位于法国北部市镇普鲁维，靠近蒂扬。

## 位置
普鲁维-蒂扬站位于市区的中南部，卢尔什－瓦朗谢讷铁路235.359公里处，距离瓦朗谢讷大约6公里。车站大致呈西南-东北走向，开口朝东南。

## 设施
普鲁维-蒂扬站是一个无人看守的乘降所，没有任何售票机设施，在该站上车的乘客需主动购票或使用通勤卡。
此外，普鲁维-蒂扬站没有地下通道或人行天桥，前往下行（瓦朗谢讷方向）站台的乘客需横穿铁路正线，因此该站存在一定的安全隐患。

## 停靠线路
以下列车线路在普鲁维-蒂扬站停靠：
| 普鲁维-蒂扬站列车线路表 |      |           |                       |              |
| 线路                    | 车种 | 上一站    | 下一站                | 大致运行频率 |
| 康布雷—瓦朗谢讷/里尔    | TER  | 布尚/德南 | 特里特圣莱热/瓦朗谢讷 | 每天1~3趟    |
| 1.                      |      |           |                       |              |

## 配套交通

### 长途客车
普鲁维-蒂扬站暂无固定的长途客运线路经过。当某条铁路线施工或罢工时，SNCF可能会提供途径该线路沿途站点的大巴车。

### 市内交通
| 附近的市内公共交通线路   |                   |                                   |
| 公交车站名称             | 位置              | 停靠线路                          |
| Prouvy gare 普鲁维火车站 | 普鲁维-蒂扬站南侧 | 30：瓦朗谢讷-火车站 ↔ 德南-火车站 |
| 1. 2.                    |                   |                                   |

### 社会车辆
普鲁维-蒂扬站门口可停靠少量社会车辆。

## 临近车站
| 普鲁维-蒂扬站（Gare de Prouvy - Thiant） |                      |                        |
| 上行车站                                 | 线路                 | 下行车站               |
| 德南站 7km ←                             | 卢尔什－瓦朗谢讷铁路 | 特里特圣莱热站 → 2.7km |
| - 本表仅显示运营中的线路及车站           |                      |                        |